# Tamoxifen
Tamoxifen là chất đối kháng thụ thể của thụ thể estrogen (estrogen receptor - ER) tại mô ngực thông qua chất chuyển hóa có hoạt tính, Hydroxytamoxifen. Ở một số mô khác như nội mạc tử cung, Tamoxifen đóng vai trò chất chủ vận, do đó nó mang nhiệm vụ như chất chủ vận và chất đối kháng chủ vận.  Tamoxifen thường được sử dụng cho liệu pháp nội tiết (kháng - estrogen) trong điều trị ung thư vú ở phụ nữ mãn kinh, và đây cũng là chuẩn điều trị cho phụ nữ mãn kinh mặc dù nhóm ức chế Aromatase cũng thường xuyên được sử dụng.